# Son (physique)
Pour les articles homonymes, voir Son.

Propagation d'ondes sphériques de pression dans un fluide.

Le son est la sensation auditive que produit la vibration mécanique d'un fluide et, par métonymie, l'onde longitudinale par laquelle elle se propage grâce à la déformation élastique de ce fluide. Les êtres humains, comme beaucoup d'animaux, ressentent cette vibration grâce au sens de l'ouïe dans une certaine bande de fréquences. Les vibrations inaudibles de plus basse fréquence s'appellent des infrasons, ceux de plus haute fréquence, les ultrasons ; cette limite n'a pas de pertinence pour la physique.
L'acoustique est la science qui étudie les vibrations audibles ; la psychoacoustique étudie la manière dont les organes du corps humain, y compris le cerveau, ressentent et l'être humain perçoit et interprète les sons.

## Émission
Tout phénomène capable d'engendrer des vibrations dans un fluide ou un solide peut éventuellement produire un son. Le phénomène initial n'est pas nécessairement vibratoire : une surpression temporaire (due par exemple à une explosion) ou une dépression (due par exemple à une implosion) émet des sons ; de même le vent génère des sons via l'excitation d'oscillations propres de feuillages ou de parois, transmises à l'air ambiant.

## Propagation
Dans un milieu fluide, une variation de pression se propage sous la forme d'une onde. Le son ne se propage pas dans le vide : il faut de la matière pour que sa vibration puisse se propager en ondes sonores. L'air, dans lequel vivent les humains, est un milieu propice, et les variations de la pression de l’air constituent le son. L'amplitude de la variation de pression est faible par rapport à la pression statique (pression atmosphérique) ; pour qu'elle soit perceptible, il faut qu'elle soit suffisamment rapide et répétée.
On appelle source sonore un objet vibrant, comme les organes de la voix, un instrument de musique ou un haut-parleur, à l'origine d'une vibration de l'air. La perturbation se propage, mais les particules d'air oscillent seulement de quelques micromètres autour d'une position stable, de la même façon que lorsqu'on jette une pierre dans l'eau, les vagues se déplacent en s'éloignant du point de chute, mais l'eau reste au même endroit, elle ne fait que se déplacer verticalement et non suivre les vagues (un bouchon placé sur l'eau reste à la même position sans se déplacer). Dans les fluides, l'onde sonore est longitudinale, c'est-à-dire que les particules vibrent parallèlement à la direction de déplacement de l'onde.
Les solides, en vibrant, peuvent transmettre un son. La vibration s'y propage, comme dans les fluides, avec une faible oscillation des atomes autour de leur position d'équilibre, résultant en une contrainte du matériau, équivalent à la pression dans un fluide, mais plus difficile à mesurer. La rigidité du matériau permet la transmission d'ondes de contraintes transversales. De même, quoique dans une moindre mesure, la viscosité d'un fluide peut modifier, particulièrement dans des conditions extrêmes, les équations de propagation calculées pour un gaz parfait.

### Vitesse
La vitesse du son ou célérité du son dépend de la nature, de la température et de la pression du milieu. Dans l'air à 15 °C au niveau de la mer elle est d'environ 340 m/s.
Dans un fluide la vitesse du son est donnée par la formule {\displaystyle c_{\text{fluide}}=1/{\sqrt {\chi _{S}\rho }}}, où {\displaystyle \chi _{S}} désigne la compressibilité isentropique et {\displaystyle \rho } la masse volumique. Pour un gaz parfait cette formule s'écrit {\displaystyle c_{\text{gaz parfait}}={\sqrt {\gamma RT/M}}} où {\displaystyle \gamma } désigne l'indice adiabatique (5/3 pour un gaz parfait monoatomique, 7/5 pour un gaz parfait diatomique, etc.), {\displaystyle R} la constante des gaz parfaits et {\displaystyle M} la masse molaire. Ce résultat est valable approximativement pour la propagation dans l'air sec :
{\displaystyle c_{\text{air}}=20\,{\sqrt {T}}}
où la température {\displaystyle T} est exprimée en kelvins.
Pour des températures ordinaires dans les lieux habités la formule
{\displaystyle c_{\rm {air}}=331.5+0,6\times t_{^{\circ }C}} où {\displaystyle t_{^{\circ }C}} est la température en degrés Celsius
permet un calcul rapide. Le résultat de ces deux approximations s'éloigne de moins de 1 m/s de la vitesse du son dans l'air sec à la pression atmosphérique normale entre −25 et +35 °C calculée avec plus de précision.

Vitesse du son selon la température et l'humidité.

L'assimilation de l'air sec à un gaz parfait aboutit à des divergences avec les valeurs mesurées, particulièrement à haute pression et à basse température. Des calculs plus précis ou valides sur un plus large intervalle doivent considérer les relations plus complexes qui existent dans un gaz réel.
L'humidité de l'air augmente légèrement la vitesse du son. L'air chaud peut contenir plus de vapeur d'eau ; la variation, exponentielle est insensible en dessous de 10 °C. À 30 °C, la vitesse du son dans un air à une humidité relative de 85% est supérieure de 2 m/s à celle de l'air sec.
La variation de la vitesse du son dans l'air a parfois une importance pratique considérable. En acoustique musicale, cette vitesse détermine la fréquence de l'onde sonore qui sort d'un tuyau résonnant comme un tuyau d'orgue. Dans les laboratoires, la mesure de la vitesse du son dans diverses conditions est un moyen d'accéder à des caractéristiques d'un matériau.
La vitesse du son augmente :
- lorsque la densité diminue (effet d'inertie) ;
- lorsque la compressibilité (l'aptitude à diminuer de volume sous l'effet de la compression) diminue.

Dans l'eau, plus dense mais beaucoup moins compressible que l'air, la vitesse du son est d'environ 1 500 m s−1. Dans d'autres milieux, les vibrations peuvent se propager encore plus rapidement. Dans l'acier, les vibrations se propagent de 5600 à 5 900 m s−1.

### Intensité
La puissance d'une onde sphérique se répartit sur une sphère, dont la superficie est proportionnelle au carré du rayon. En conséquence, la puissance sonore par unité de surface diminue en proportion du carré de la distance à la source, si aucun obstacle ne vient dévier le son.
La plupart du temps, l'atténuation par absorption dans le milieu de propagation varie selon la fréquence. Dans l'air, en 500 m, l'amplitude d'une onde à 8 000 Hz est dix fois plus affaiblie qu'une onde à basse fréquence. On n'en connaît que certaines causes. La viscosité de l'air provoque une atténuation proportionnelle au carré de la fréquence ; des échanges thermiques causent un affaiblissement supplémentaire, proportionnel à la fréquence et variable selon la composition de l'air, notamment selon son humidité. La mesure montre une atténuation supplémentaire qui n'a pas été intégrée aux modèles théoriques,.
L'étude de la propagation dans un endroit donné s'effectue à partir de la pression acoustique, qu'on exprime souvent en décibels par rapport à la limite de perception. Le gradient de pression — ou bien la mesure en un même point de la pression et de la vitesse acoustiques — permet de déterminer l'intensité acoustique, qui exprime la quantité et la direction de la puissance qui se transfère par la vibration du milieu. On construit ainsi un modèle mathématique du champ acoustique.

### Dans l'atmosphère
Les conditions atmosphériques influent sur la propagation acoustique locale et à grande distance,.
Le profil vertical de température et la vitesse horizontale du vent ont une importance prépondérante.
- Proche de l'horizontale le son est plus dévié que sous des angles montants ou descendants à cause de la variation verticale de température et du profil de vent.
- Une couche d'inversion basse dévie par réfraction vers le sol les ondes montantes. Par exemple, à la suite du refroidissement nocturne, il est possible d'entendre un train à 5 km d'une voie ferrée sous le vent malgré les obstacles.
- Une double inversion telle qu'existant vers 10-20 km d'altitude constitue un guide d'ondes capable de transporter des infrasons, très peu absorbés, sur des distances de plusieurs milliers de kilomètres. Le réseau de détection du TICE utilise cette propriété.
- L'atténuation est moindre sous le vent, l'onde étant transportée par celui-ci[10].
- La vitesse du vent dans la couche limite atmosphérique augmente avec la hauteur. Ce gradient de vitesse rabat l'onde sonore qui se propage dans le sens du vent vers le sol. À l'inverse, l'onde voyageant contre le vent est déviée vers le ciel. Dans ce dernier cas on peut observer la formation de zones d'ombre que le son n'atteint pas.

### Dans des milieux hétérogènes
La présence de gouttelettes d'eau dans l'atmosphère, comme dans les nuages et les brumes, comme celle de cristaux de glace, en cas de neige, change considérablement la propagation du son. Elle se traduit par une diminution et une dispersion de la vitesse et une atténuation d'autant plus marquée que la fréquence est basse.
Dans des milieux hétérogènes, le son subit des réflexions et des réfractions sur les interfaces, qui aboutissent à des diffusions et des absorptions qui sont à la base de l'isolation phonique.

### Tonnerre
On peut arrondir la vitesse du son à un kilomètre toutes les trois secondes afin de calculer assez facilement, bien qu'approximativement, la distance qui sépare l'observateur d'un éclair pendant un orage. En effet, les éclairs sont suffisamment proches pour qu'on puisse considérer en percevoir la lumière instantanément. Chaque période de trois secondes qu'il faut ensuite attendre pour entendre le tonnerre représente donc à peu près un kilomètre. Ainsi, pour une attente de 8 secondes, la distance qui sépare l'observateur de l'éclair est de 8 × 340 = 2 720 m ; ou, plus simplement 2 kilomètres deux tiers.
Étant donné la méthode d'estimation, plus de précision est illusoire. Même sans tenir compte du temps de réaction humaine (si on comptait, par exemple, le temps écoulé sur un enregistrement vidéo), il est improbable que dans une atmosphère perturbée par des vents violents et des différences de température et d'humidité considérables l'onde sonore se déplace toujours en ligne droite et à la même vitesse.

## Dans l'environnement
Pour le naturaliste, le paysage sonore se répartit en trois domaines : la biophonie, que génèrent par leurs propres moyens les animaux de toute espèce, la géophonie, c'est-à-dire les vibrations de la Terre et de son atmosphère et l'anthropophonie, produit des civilisations humaines.

### Dans le monde animal
Les animaux produisent des sons par leurs mouvements (pattes, ailes, mandibules), mais ils possèdent aussi des organes spécialisés dans l'émission de sons. Les insectes sont présents depuis environ 400 Ma (millions d'années), mais l'organe spécialisé le plus ancien connu (des râpes sur les ailes d'une espèce fossile de sauterelles, dont le frottement produisait une stridulation) ne date que d'environ 250 Ma. Le son émis par une autre espèce de sauterelles, un peu plus récente (Archaboilus musicus (es), 165 Ma), a pu être reconstitué : 6,4 kHz (un sol de la 7e octave). Les plus anciens fossiles de cigales, qui produisent des sons particulièrement intenses par cymbalisation (les vibrations d'une membrane actionnée par des muscles spécifiques, amplifiées par une caisse de résonance) datent de la même époque.
Les amphibiens, les reptiles et les mammifères produisent des sons par leur larynx, une structure spécialisée située au sommet des voies respiratoires. Comme ces groupes sont très éloignés, on pense que cet organe est presque aussi vieux que les premiers vertébrés terrestres (environ 300 Ma), mais on n'en a pas la preuve (le larynx, constitué de cartilage, se conserve très mal). Les plus grandes baleines, avec un larynx de jusqu'à 60 cm de long, émettent des infrasons qui portent sur des centaines voire des milliers de kilomètres. Le larynx des oiseaux est réduit mais ils ont un autre organe spécialisé, situé en bas de la voie aérienne principale et plus efficace en termes de rendement énergétique, la syrinx. Les premiers oiseaux connus datent d'environ 150 Ma mais on ne sait pas quand la syrinx est apparue. La plus ancienne qui nous soit parvenue, déjà bien spécialisée, date de 66–69 Ma (Vegavis iaai).
Certains mammifères (dont les chauves-souris et les cétacés) et certains oiseaux utilisent les échos des sons qu'ils émettent pour se repérer ou repérer leurs proies (écholocalisation). Les chauves-souris émettent des ultrasons leur permettant de distinguer des objets distants de 50–100 m. L'une des plus anciennes chauves-souris connues, Icaronycteris index (> 50 Ma), possédait déjà les caractéristiques crâniennes de cette écholocalisation ultrasonique. Certains dauphins distinguent par écholocalisation (à 100–150 Hz) des objets jusqu'à 200 m de distance.

## Perception et analyse
Tout être vivant doté d'une ouïe peut définir un spectre sonore ; de nombreuses espèces utilisent le son pour la communication entre individus. La plage de fréquences audible varie selon les espèces. Tandis que les humains entendent les sons jusque vers 15 kHz, parmi les mammifères :
- le chat peut percevoir des sons jusqu'à 65 kHz ;
- le chien perçoit les sons jusqu'à 45 kHz ;
- la chauve-souris et le dauphin peuvent percevoir les sons de fréquence 500 kHz.

Certains animaux utilisent leur aptitude à couvrir une large bande de fréquences à des fins diverses[réf. souhaitée] :
- les éléphants utilisent les basses fréquences inaudibles pour communiquer à plusieurs kilomètres de distance[17] ;
- les dauphins communiquent grâce aux ultrasons (100 kHz) ;
- les chauve-souris et les dauphins émettent des ultrasons avec leur système d'écholocalisation leur permettant de se déplacer et de chasser dans le noir total[16] ;
- le comportement des baleines, qui perçoivent les vibrations plus graves que les basses profondes, pourraient éventuellement prévenir d'un tsunami, puisque les vibrations se propagent beaucoup plus vite dans l'eau que les masses d'eau[18].

Les sons que perçoivent les oiseaux recoupent largement ceux qu'entendent les humains, et ils l'utilisent pour la communication.
Les poissons perçoivent les vibrations de l'eau. Pour plusieurs espèces, la perception de la direction d'origine est améliorée par une longue rangée de récepteurs placés sur la ligne médiane. Le son est utile tant aux prédateurs qu'aux proies, pour chasser ou s'échapper. Les fréquences concernées sont souvent imperceptibles aux humains [réf. souhaitée].

### Audition humaine
Comme pour tous les phénomènes perçus, le temps joue un rôle fondamental. Le son étant une variation de la pression, et l'information sonore une variation de cette variation, l'impression sonore dépend à plusieurs égards du temps. Le son étant aussi une onde qui se propage dans l'espace au cours du temps, il existe des relations étroites entre l'espace et le temps, tant dans l'étude du son que dans sa perception.
On distingue plusieurs caractères du son :
- la direction d'origine ;
- l'intensité, dite aussi volume sonore ou sonie ;
- la hauteur, qui se décompose en hauteur tonale et hauteur spectrale ;
- le timbre, qui dépend de la composition spectrale et de son évolution et de la variation caractéristique de l'émission sonore dans le temps.

Il suffit qu'un de ces caractères varie, les autres restant inchangés, pour qu'on perçoive une différence. La répétition d'une forme dans le temps entraîne la notion de rythme. Par ailleurs, les êtres humains sont capables de distinguer et de suivre une émission sonore dotée d'une certaine continuité de caractères au milieu d'une quantité d'autres (effet cocktail party).

#### Intensité, sonie
La psychoacoustique étudie l'intensité sonore ressentie en présence d'un son physique donné. Cette impression de son fort ou doux (les musiciens disent forte ou piano) dépend principalement de la valeur efficace de la pression acoustique, qui est la petite variation de pression atmosphérique qui définit le son.
On peut utiliser deux grandeurs, liées entre elles, pour exprimer le niveau sonore : l'intensité acoustique (exprimée en watts par mètre carré, W/m2) ou la pression acoustique (en pascals, Pa). On mesure la pression acoustique en un point avec un sonomètre ; l'intensité acoustique, qui inclut la direction de propagation de l'onde, est moins directement reliée à la perception. Moins accessible à la mesure, elle sert pour les calculs d'acoustique. L'intensité acoustique ou la puissance acoustique au mètre carré est la source du bruit tandis que la pression acoustique est l'effet de cette source qui varie suivant les caractéristiques du milieu ou l'éloignement.
Cependant, on utilise rarement ces unités physiques dans la communication courante :
- il est peu commode de représenter des valeurs de pression acoustique en pascals (Pa) étalées sur une échelle de un à un million, des sons les plus faibles aux plus forts, et moins encore de représenter les intensités, étalées sur une échelle de un à mille milliards ;
- la sensibilité de l'oreille est relative, c'est-à-dire qu'une augmentation de la pression acoustique de 1 à 1,5 Pa est perçue comme semblable à une augmentation de 0,1 à 0,15. Ce qui compte, c'est le multiplicateur (dans les deux cas : 1,5 +50 %).

On utilise alors une échelle logarithmique qui est plus facile et plus conforme à la perception auditive. Le niveau sonore calculé à partir de la pression acoustique ou de l'intensité acoustique s'exprime souvent en décibels (dB). C'est une grandeur sans dimension égale à dix fois le logarithme décimal du rapport entre l'intensité du son étudié et celle de référence, et vingt fois le logarithme décimal du rapport entre la pression du son mesuré et celle de référence. Ces valeurs de référence sont, pour l'intensité acoustique, I0 = 1 × 10−12 W m−2 (un picowatt par mètre carré) et pour la pression acoustique P0 = 2 × 10−5 Pa (20 micropascals). Ces deux valeurs correspondent à des sons imperceptibles et définissent le niveau 0 dB. Un décibel correspond à peu près à la plus petite variation de volume sonore perceptible par un humain. Tous les niveaux sonores sont donc des nombres positifs, et les décimales sont en général superflues.
Les décibels se réfèrent au logarithme décimal de la puissance. L'intensité acoustique est une puissance par mètre carré, donc dans le cas d'une source omnidirectionnelle elle est proportionnelle à la puissance selon la formule I=W/(4πr²), 4πr² étant la surface de la sphère à une distance r de la source. Ainsi multiplier l'intensité ou la puissance acoustique par 10, c'est augmenter de la même manière le niveau sonore de 10 dB, la multiplier par 100, c'est augmenter le niveau de 20 dB, etc. La puissance acoustique est proportionnelle au carré de la pression : multiplier la pression acoustique par 10, c'est multiplier la puissance par 100, donc augmenter le niveau de 20 dB, et multiplier la pression acoustique par 100, c'est multiplier la puissance par dix mille, et ajouter 40 dB au niveau. Le niveau de puissance ou de pression acoustique en décibels peuvent donc s'exprimer selon les formules :
{\displaystyle L_{w}=10\log \left({\frac {I}{I_{0}}}\right){\text{ ou }}L_{p}=10\log \left({\frac {P}{P_{0}}}\right)^{2}=20\log \left({\frac {P}{P_{0}}}\right)}
Le niveau de pression acoustique ne donne qu'une première idée de la sonie ou bruyance (sensation sonore perçue). La sensibilité de l'oreille varie selon la fréquence du son ; l'oreille est plus sensible aux fréquences moyennes . Pour se rapprocher de cette sensibilité, le signal électrique qui représente la pression acoustique peut être filtré. De nombreuses lois et règlements imposent un filtre à pondération « A ». On parle alors de décibel pondéré A (dB A).
Le volume d'un son, c'est-à-dire la sensation sonore, dépend de la puissance transmise aux oreilles des auditeurs. Pour l'évaluer, on utilise un microphone qui transforme la pression acoustique en un signal électrique que l'on mesure. La grandeur qui reflète le niveau sonore est la valeur efficace de la pression acoustique ou de la tension électrique qui la représente, qui est la valeur continue qui produit la même puissance que le signal. La valeur efficace est la racine carrée de la moyenne quadratique des valeurs du signal, dite aussi valeur RMS (Root Mean Square).
Dans les études de protection contre les bruits, on considère :
- les valeurs efficaces pondérées en fréquence sur un petit espace de temps ;
- le cumul des valeurs efficaces pondérées en fréquence sur le temps d'exposition ;
- les valeurs de crête, qui peuvent, si elles sont extrêmes, occasionner un traumatisme, sans pour autant affecter les valeurs efficaces si elles sont à la fois brèves et rares.

Toutes ces mesures se réalisent sur un point avec un sonomètre. Mais le son se propage en ondes dans l'atmosphère dans toutes les directions. L'étude d'un son inclut l'étude de sa propagation dans les trois dimensions, et pour un point donné, la mesure peut inclure celle de la direction de propagation (voir Intensité acoustique).

#### Fréquence et hauteur
Les physiologistes s'accordent à dire que l'oreille humaine moyenne ne perçoit les sons que dans une plage de fréquences allant d'environ 16 Hz pour les basses ou graves profondes à 15 à 18 kHz pour les aiguës les plus fines et élevées,.
La sensibilité diminue progressivement aux fréquences extrêmes et varie selon les individus, la perception des aiguës diminue notamment avec l'âge, et celle des graves se confondant finalement avec celle des vibrations, on ne peut désigner de limite absolue :
- en dessous de 16 Hz, les vibrations du milieu se nomment infrasons ;
- au-dessus de 20 kHz, soit 20 000 Hz, il s'agit d'ultrasons ;
- au-dessus de 1 GHz, soit 1 000 000 000 Hz, la dénomination est hypersons.

Le spectre sonore est directement lié à la sensation d'acuité d'un son, qui s'exprime en disant que le son est plus « aigu », quand le spectre est centré sur les hautes fréquences, ou plus « grave » ou « sourd » dans le cas contraire. Cette sensation relativement imprécise s'étend des sons les plus graves, vers 16 Hz, aux plus aigus, vers 15 000 Hz.
Si le son est harmonique, c'est-à-dire qu'il contient principalement des fréquences approximativement multiples d'une fondamentale audible, cette fréquence, telle qu'elle s'exprime en hertz (Hz), détermine sa hauteur tonale. La perception d'une hauteur tonale s'exerce pour des fréquences fondamentales comprises entre environ 30 Hz et 5 000 Hz. Elle s'exprime par la possibilité de reproduire la note en la chantant ; une personne entraînée au solfège peut en dire le nom.
Les humains identifient assez bien la répartition des fréquences et, dans les sons harmoniques, celle-ci est un élément important du timbre musical. La tonie discrimine finement des fréquences proches bien que, si le spectre est riche en harmoniques, les erreurs d'une octave soient plus fréquentes que les autres. On peut créer des illusions auditives comme celle de la gamme de Shepard qui semble monter éternellement ses degrés en jouant sur ces deux aspects de la perception des fréquences sonores,.

#### Timbre
Le timbre est « ce qui dans le signal acoustique permet d'identifier la source ».
Les éléments physiques du timbre comprennent :
- la répartition des fréquences dans le spectre sonore ;
- les relations entre les parties du spectre, harmoniques ou non ;
- les bruits colorés existant dans le son (qui n'ont pas de fréquence particulière, mais dont l'énergie est limitée à une ou plusieurs bandes de fréquence) ;
- l'évolution dynamique globale du son ;
- l'évolution dynamique de chacun des éléments les uns par rapport aux autres.

Le timbre caractéristique du son pur que produit une onde sinusoïdale sans variation dynamique dont s'entend fréquemment dans un contexte technique.
La sélection des éléments pertinents est une question psychoacoustique.

### Étude des signaux acoustiques
L'étude des sons commence généralement par la transformation des vibrations mécaniques en signal électrique, que l'on sait mesurer et enregistrer. Les microphones effectuent cette transformation. On dispose de microphones de mesure, de réponse étalonée et de directivité le plus souvent omnidirectionnelle pour la plus grande partie de la bande passante.
Tous les signaux peuvent être définis et analysés soit dans l'espace temporel, soit dans l'espace fréquentiel. Dans le premier cas, on étudie l'histoire de la valeur du signal. On a une idée précise du temps, mais aucune de la fréquence. La plupart des signaux acoustiques — quand ils ne sont pas générés électroniquement — ne sont pas exactement harmoniques, aussi leur forme d'onde varie constamment.
Définir un signal dans l'espace fréquentiel, c'est dire quel est son spectre, calculé au moyen de la transformation de Fourier. Le spectre d'un signal représente les fréquences des différentes sinusoïdes ou « sons purs » qui, si on les ajoutait, le reconstitueraient. Ces composantes d'un son complexe sont appelés partiels. Lorsque ces fréquences sont des multiples d'une même fréquence, appelée fondamentale, les autres sont des harmoniques. Si les fréquences présentes sont parfaitement connues, on n'a aucune idée de la valeur de la pression acoustique à un moment donné. Le spectre présente chaque valeur sous forme d'une « raie » dont la hauteur ou la couleur varie avec son amplitude. Le spectre d'un son pur présente une seule raie.

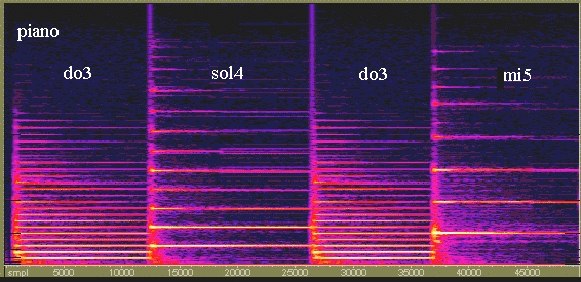
Sonagramme de notes jouées au piano.

Dans ces études, on fait comme si le signal était commencé depuis toujours et continuait à l'infini. Mais les signaux sonores réels commencent et finissent, et on s'intéresse en pratique à la fois aux fréquences qu'il contient et au moment où on peut les détecter. Un sonagramme représente les fréquences présentes et leur intensité en fonction du temps. La représentation fait l'objet d'un compromis. On ne peut calculer les fréquences avec précision, et donc discriminer deux fréquences proches, qu'avec une durée suffisamment longue ; mais on ne peut situer les événements sonores dans le temps avec précision que si la durée est courte. Le produit des incertitudes temporelle et fréquentielle est constant.
On étudie le son soit comme support d'une transmission d'information comme la parole ou la musique, soit comme nuisance (bruit). Pour ce faire, on génère des signaux acoustiques, dont on connaît bien les caractéristiques à l'émission, et on examine ce qu'ils deviennent en passant par le système qu'on étudie, qui pourrait être par exemple un mur anti-bruit, ou un hall où des messages doivent être diffusés, une salle de concert, un studio d'enregistrement.
On étudie la réponse acoustique des systèmes en analysant leur réponse à trois grandes classes de signaux :
- les signaux périodiques, dont la forme se répète à l'identique à l'infini dans le temps, servent à l'étude de la réponse des systèmes dans l'espace fréquentiel ;
- les signaux aléatoires, qui n'ont pas de caractère périodique, parmi lesquels on s'intéresse principalement aux signaux aléatoires ergodiques, qui ont des caractéristiques statistiques stables dans le temps[f] ;
- les signaux impulsionnels : qui sont brefs et ne se répètent pas dans le temps. Ils permettent l'étude de la réponse des systèmes dans l'espace temporel.

L'électronique numérique a permis de créer des signaux qui participent de ces trois catégories, les chirps ((en) pépiements), qui permettent l'étude automatisée des caractéristiques d'un local ou d'un matériau. Connus et répétables précisément, l'étude de leur modification par le passage dans le milieu étudié donne rapidement des données sur des propriétés acoustiques qui vont de l'amortissement et la bande passante à la réverbération.